# Bessarione (arcivescovo di Tirana)
Bessarione, nato Visarion Xhuvani (Elbasan, 1º maggio 1887 – Elbasan, 15 dicembre 1965), è stato un missionario, politico e arcivescovo ortodosso albanese, primo Primate della Chiesa ortodossa autocefala albanese dal 1929 al 1937.

## Biografia
Nacque il 1º maggio 1887 nella piccola comunità ortodossa del Kalaja di Elbasan, nel vilayet di Manastir dell'Impero ottomano nella famiglia Xhuvani. La sua famiglia aveva forti convinzioni patriottiche e religiose e il giovane Visarion frequentò segretamente la scuola di quartiere creata da Theodhor Haxhifilipi, che gli insegnò anche l'alfabeto e la lingua albanese oltre al tradizionale greco moderno. Compì i suoi studi superiori ad Atene presso una scuola religiosa e nel 1914 si laureò in teologia presso l'Università Capodistriana, proseguendovi gli studi post-laurea e divenendo nel 1918 professore nella Facoltà di Teologia presso il medesimo ateneo.
Fu ordinato sacerdote nel 1918 e nel corso dell'anno successivo iniziò la sua attività missionaria a Sofia, capitale del Regno di Bulgaria, divenendo archimandrita. Durante i suoi sermoni promosse il patriottismo albanese nonché l'autocefalia della chiesa ortodossa albanese. Nel 1920 fu eletto al Senato dell'Albania nel congresso di Lushnjë, ricoprendo la carica nel 1920 e poi tra il 1922 e il 1923. Partecipò nel 1922 al congresso di Berat, venendo proposto come vescovo, e fu consacrato in tale veste dai vescovi russi Ermogene di Ekaterinoslav e Michele di Aleksandrovsk, su benedizione del Patriarca serbo Demetrio a Cattaro; lo stesso congresso decretò l'autocefalia, riconosciuta dal governo albanese ma non dal Patriarcato ecumenico di Costantinopoli.
Il 18 febbraio 1929, sostenuto dal governo albanese, formò il Santo Sinodo della Chiesa ortodossa autocefala albanese come arcivescovo di Tirana, Durazzo e di tutta l'Albania oltre che supervisore della metropolia di Coriza; oltre a lui fecero parte del sinodo: Agathangjel Çamçe come metropolita di Berat e Valona, Ambroz Ikonomi come metropolita di Drinopoli e Efthim Kosteva come assistente dell'arcivescovo. La prima messa episcopale fu celebrata il 24 febbraio successivo nella chiesa di San Giorgio a Coriza. Il Patriarcato ecumenico riconobbe l'autocefalia solo nel 1937, ponendo come condizione le dimissioni di Xhuvani, a cui succedette l'arcivescovo Cristoforo.
Dopo l'invasione italiana dell'Albania nel 1939, partecipò alla delegazione che consegnò il trono albanese al re italiano Vittorio Emanuele III, venendo eletto anche all'Assemblea Costituente. Durante la seconda guerra mondiale aiutò numerosi ebrei fornendogli documenti falsi che ne attestassero la cittadinanza albanese.
Nel dopoguerra fu arrestato dalle autorità del regime socialista, venendo condannato a 20 anni di reclusione nel 1947 presso la prigione di Burrel. Fu rilasciato nel 1963, morendo a Elbasan due anni dopo. Fu sepolto nella chiesa di San Jovan Vladimir a Shijon, venendo poi tumulato nel cimitero del villaggio.